# Georges Costakis
Vous pouvez aider à l'améliorer ou bien discuter des problèmes sur sa page de discussion.
- Il ne cite pas suffisamment ses sources. Vous pouvez indiquer les passages à sourcer avec {{référence nécessaire}} ou {{Référence souhaitée}}, et inclure les références utiles en les liant aux notes de bas de page. (Marqué depuis avril 2024)
- Certaines informations devraient être mieux reliées aux sources mentionnées dans la bibliographie ou les liens externes. Améliorez sa vérifiabilité en les associant par des références. (Marqué depuis avril 2024)

- Archive Wikiwix
- Bing
- Cairn
- DuckDuckGo
- E. Universalis
- Gallica
- Google
- G. Books
- G. News
- G. Scholar
- Persée
- Qwant
- (zh) Baidu
- (ru) Yandex
- (wd) trouver des œuvres sur Wikidata

Georges Costakis (en grec moderne Γεώργιος Κωστάκης et en russe Георгий Дионисович Костаки ; Moscou 5 juillet 1913 - Athènes 9 mars 1990) était un collectionneur grec d'œuvres d'art  qui constitua une des plus grandes collections d'avant-garde russe.

## Biographie
Né à Moscou dans une famille de commerçants grecs, il n'a reçu aucune éducation artistique mais a montré une passion pour l'art dès son adolescence. Il a commencé à acheter des œuvres d'art dès que son niveau de vie le lui a permis.
Il a commencé son activité professionnelle comme chauffeur de l'ambassade grecque jusqu'en 1939, année pendant laquelle les relations entre la Russie et la Grèce se sont interrompues en raison du pacte  Molotov- Ribbentrop. L'ambassade grecque à Moscou fut fermée  en raison du pacte germano-soviétique après l'attaque de la Grèce par le Troisième Reich. Il travailla ensuite  pour l'ambassade du Canada en tant que Responsable des Ressources Humaines. Son travail auprès de l'ambassade du Canada  lui a permis de rencontrer plusieurs diplomates et de les accompagnait dans leurs visites des galeries d'art et chez les antiquaires. Il conduisait ses clients chez divers brocanteurs et marchands de biens pour qu'ils y achètent des objets ramenés d'Allemagne par l'Armée rouge ou ayant appartenu à des riches familles russes.
Au début, la Révolution bolchevique sous la conduite de Vladimir Lénine a soutenu le nouvel art abstrait mais à partir de 1920, la liberté des artistes a été progressivement battue en brèche. Beaucoup d'artistes souhaitaient que leurs œuvres contribuent à la création d'une nouvelle société tandis que d'autres, comme les suprématistes ont continué à travailler de manière indépendante. Lénine est décédé en 1924 et Joseph Staline qui lui a succédé en tant que chef du parti communiste de l'Union Soviétique  a mis en place une forme de totalitarisme. En 1932, le réalisme socialiste devint la ligne officielle de l'État. C'est dans ce contexte politique que Costakis a assisté au développement, à la suppression et finalement à la désintégration de la vieille culture en Russie.
Là, il découvrit que nombre d'œuvres d'art n'intéressaient pas ses clients et il commença à investir pour son compte. Il acheta d'abord des icônes puis des peintres hollandais mineurs du XVIIe siècle. Mais rapidement, les œuvres modernistes de Pablo Picasso et d'Henri Matisse sont devenues ses acquisitions principales. En 1946, il trouva par hasard trois peintures dans un studio de Moscou d'Olga Rozanova. Il a été si impressionné par la puissance visuelle des couleurs dures et par le design géométrique audacieux qui ont directement interpellé ses sens qu'il a été déterminé de redécouvrir les œuvres du courant suprématiste et constructiviste  qui avaient été soit perdues soit oubliées dans les greniers, les studios et les sous-sols de Moscou et de Leningrad.
Il s'intéressa ensuite aux tableaux de l'avant-garde russe des années 1920 et 1930. Ils avaient été en effet condamnés par le régime stalinien et le réalisme socialiste.
Ses activités de collectionneurs lui permirent de rencontrer dès 1947 Vladimir Tatline ou Lioubov Popova à qui il acheta directement leurs œuvres. Il se lia aussi d'amitié avec Varvara Stepanova. Il acquit aussi des œuvres d'Olga Rozanova, Pavel Filonov, Ivan Kliun et surtout d'Alexandre Rodtchenko ou Kasimir Malevitch.  Il a particulièrement admiré Anatole Zverev, un russe expressionniste qu'il a rencontré dans les années 1950. Costakis a affirmé au sujet de Zverev que c'était une grande source de bonheur d'entrer en contact avec ce formidable artiste et il pensait que c'était l'un des artistes les plus talentueux de la Russie soviétique.
Dans les  années 1960, l'appartement de Georges Costakis à Moscou est devenu un lieu de rencontre pour des collectionneurs d'art internationaux et des amoureux de l'art en général : un musée d'art moderne russe non officiel. Sa collection attira les visiteurs étrangers, les historiens d'art et les artistes dans les années 1960. Le régime soviétique s'intéressa alors à celle-ci, enfin reconnue comme appartenant à l'héritage culturel du pays et pas seulement un exemple de l'art bourgeois dégénéré.
En 1977, Costakis avec sa famille a quitté l'Union soviétique et s'installa en Grèce. Quand Costakis décida de quitter l'URSS pour retourner en Grèce, en 1977, l'État russe exigea que la moitié de la collection restât dans son pays : elle est maintenant à la Galerie Tretiakov. En 1997, la Grèce a acheté 1275 œuvres restantes. Ces dernières font désormais parties de la collection permanente du Musée d'art moderne de Thessalonique en Grèce.